# Akkord (lønaftale)
 For alternative betydninger, se Akkord. (Se også artikler, som begynder med Akkord)
Akkord er en aftale mellem en arbejdsgiver og en arbejdstager om, at aflønningen udregnes på baggrund af arbejdstagerens resultater i modsætning til at udregne den efter arbejdstid, hvilket er mest udbredt.
Akkorder er foretrukket af virksomheder, der konkurrerer på produktionspris, da omkostningerne i forbindelse med produktionen dermed er kendte. Derudover kan akkorden motivere arbejdstagerne til at arbejde hurtigere og dermed mere økonomisk effektivt. Akkordsatsen (aflønningen i forhold til produktionen) fastsættes normalt ud fra den forventede produktion pr. time og den ønskede timeløn. Akkordsatsen omtales ofte blot som akkorden i det daglige. Akkord er ofte kombineret med en grundtimeløn. Akkordaftalerne kan både være indgået med den enkelte lønmodtager eller kollektivt.
Akkordlønninger findes primært i bygge- og anlægsbranchen samt på produktionsvirksomheder.